# Vallinfreda
Vallinfreda település Olaszországban, Lazio régióban, Róma megyében. Lakosainak száma 290 fő (2023. január 1.). Vallinfreda Cineto Romano, Oricola, Orvinio, Percile, Riofreddo és Vivaro Romano községekkel határos.

## Népesség
A település lakossága az elmúlt években az alábbi módon változott:
| Lakosok száma | 279  | 291  | 290  |
|               | 2017 | 2018 | 2023 |